# Steven Barnett (tuffatore)
Steven John Barnett (Sydney, 15 giugno 1979) è un tuffatore australiano. Ha rappresentato l'Australia ai Giochi olimpici estivi di Atene 2004 vincendo la medaglia di bronzo nel concorso dei tuffi dal trampolino 3 metri sincro, in coppia con Robert Newbery.
È figlio della tuffatrice Madeleine Barnett che ha gareggiato ai Giochi olimpici di Montréal 1976.

## Palmarès
- Giochi olimpici

Atene 2004: bronzo nel trampolino 3 m
- Coppa del Mondo di tuffi

Siviglia 2002: argento nel trampolino 3 m sincro
Atene 2004: argento nel trampolino 3 m sincro